# تورهلم
تورهلم (به سوئدی: Tureholm) یک منطقهٔ مسکونی در سوئد است که در Ekerö Municipality واقع شده‌است.

## خصوصیات
تورهلم ۰٫۹۵ کیلومترمربع مساحت و ۲۶۰ نفر جمعیت دارد.